# Juventus Football Club 1964-1965
Questa voce raccoglie le informazioni riguardanti la Juventus Football Club nelle competizioni ufficiali della stagione 1964-1965.

## Stagione
L'annata segnò grandi novità per la squadra bianconera, destinate a ripercuotersi lungo tutta la seconda metà degli anni 1960. A sostituire Monzeglio in panchina arrivò il sudamericano Heriberto Herrera, un sergente di ferro che ben si era comportato nelle sue precedenti esperienze in terra iberica; tale soprannome tradiva abbastanza esplicitamente il carattere dell'uomo, severo e rigoroso, cultore dell'allenamento nonché di una rigida disciplina dentro e fuori dal campo. Tutte caratteristiche che calamitarono le attenzioni della dirigenza del club, in cerca di un tecnico dai modi tenaci e inflessibili onde rivoltare uno spogliatoio divenuto ormai colmo di enfants gatés.

Il nuovo allenatore Heriberto Herrera, fautore del movimiento, a colloquio con la squadra durante il precampionato estivo.

Presto ribattezzato dalla stampa come HH2 per non confonderlo col più noto franco-argentino Helenio, il paraguaiano Herrera portò alla Juventus il suo credo tattico del movimiento: un sistema di gioco che, in controtendenza rispetto all'imperante approccio del tempo, prevedeva un'adesione corale alla manovra – una sorta di zona ante litteram in salsa latinoamericana –, con giocatori liberi da ruoli predefiniti ma istruiti con precisi movimenti da ripetere in campo, in modo da far funzionare al meglio quel pressing con cui attaccare gli spazi e logorare la resistenza avversaria. Tra i precursori nel suo genere, il movimiento finirà tuttavia per essere inviso a colui che era il capitano nonché la stella indiscussa dei bianconeri, Omar Sívori, il quale mal sopportò l'improvvisa perdita di tutte quelle licenze, sia in partita sia soprattutto in allenamento, di cui fin lì aveva sempre goduto a Torino.
Il nuovo approccio heribertiano, almeno in Serie A, non riuscì nell'immediato a far fare il salto di qualità all'undici sabaudo che, di fatto rinforzatosi rispetto a dodici mesi prima col solo attaccante franco-argentino Combin, chiuse il campionato al quarto posto della classifica (a pari merito con la Fiorentina), non riuscendo mai a inserirsi nella lotta al vertice che rimase circoscritta alle due milanesi. Discorso diverso per le coppe, dove il cammino dei piemontesi si rivelò ben più fruttuoso. In questa stagione la Juventus raggiunse la sua prima, importante finale europea nella Coppa delle Fiere, dove dopo aver eliminato in semifinale (alla ripetizione) gli spagnoli dell'Atlético Madrid, nell'atto conclusivo del 23 giugno 1965 la squadra non seppe sfruttare il vantaggio ambientale di una gara unica da giocarsi tra le mura amiche dello stadio Comunale, uscendo sconfitta per mano dei magiari del Ferencváros.

La festa dopo il successo in Coppa Italia; Giampaolo Menichelli, autore del gol-partita in finale alla Grande Inter, stringe in mano il trofeo.

Andò invece a buon fine il percorso in Coppa Italia, chiusosi con la quinta affermazione bianconera nella manifestazione: dopo aver avuto la meglio in sequenza nei precedenti turni a eliminazione diretta, di Alessandria, Brescia, Lecco, Bologna e, in semifinale, dei concittadini del Torino, nella finale del 29 agosto 1965 la Vecchia Signora superò allo stadio Olimpico di Roma la Grande Inter campione d'Italia, d'Europa e del Mondo in carica col minimo scarto, grazie a una rete di Menichelli. Una vittoria arrivata senza il Cabezón Sívori il quale, definitivamente entrato in rotta coi modi «socialdemocratici» del ginnasiarca Herrera – il paraguaiano, perseverando nella sua visione di calcio, arrivò a paragonare pubblicamente il fuoriclasse italo-argentino a uno sconosciuto ventenne delle giovanili bianconere –, dopo otto anni decise di svestire la casacca bianconera per migrare al Napoli, nient'affatto trattenuto dall'esigente HH2.

## Divise
| Casa | Trasferta | 1ª portiere | 2ª portiere |

## Rosa
| N. |                   | Ruolo | Calciatore             |
| -- | ----------------- | ----- | ---------------------- |
|    | Italia (bandiera) | P     | Roberto Anzolin        |
|    | Italia (bandiera) | P     | Carlo Mattrel          |
|    | Italia (bandiera) | D     | Gianfranco Leoncini    |
|    | Italia (bandiera) | D     | Benito Sarti           |
|    | Italia (bandiera) | D     | Ernesto Castano        |
|    | Italia (bandiera) | D     | Giancarlo Bercellino I |
|    | Italia (bandiera) | D     | Sandro Salvadore       |
|    | Italia (bandiera) | D     | Alberto Coramini       |
|    | Italia (bandiera) | C     | Adolfo Gori            |

| N. |                      | Ruolo | Calciatore                |
| -- | -------------------- | ----- | ------------------------- |
|    | Italia (bandiera)    | C     | Dino da Costa ()          |
|    | Spagna (bandiera)    | C     | Luis del Sol              |
|    | Italia (bandiera)    | C     | Giampaolo Menichelli      |
|    | Italia (bandiera)    | C     | Gino Stacchini            |
|    | Italia (bandiera)    | C     | Bruno Mazzia              |
|    | Italia (bandiera)    | C     | Giovanni Sacco            |
|    | Italia (bandiera)    | C     | Carlo Dell'Omodarme       |
|    | Francia (bandiera)   | A     | Nestor Combin ()          |
|    | Argentina (bandiera) | A     | Omar Sívori (capitano) () |

## Risultati

### Serie A

#### Girone di andata
| Arbitro: | Rigato (Mestre) |

|             |           |                |
| Bagatti 16’ | Marcatori | 62’ Menichelli |

| Torino 20 settembre 1964, ore 15:30 CET 2ª giornata | Juventus                     | 0 – 0 referto | Cagliari | Stadio Comunale\| Arbitro: \| De Robbio (Torre Annunziata) \| |
| Arbitro:                                            | De Robbio (Torre Annunziata) |               |          |                                                               |

| Arbitro: | D'Agostini (Roma) |

|                                         |           |              |
| Danova 3’ Calvanese 59’ Rambaldelli 84’ | Marcatori | 74’ Da Costa |

| Arbitro: | Angonese (Mestre) |

|                |           |  |
| Menichelli 21’ | Marcatori |  |

| Bergamo 11 ottobre 1964, ore 15:00 CET 5ª giornata | Atalanta         | 0 – 0 referto | Juventus | Stadio Comunale\| Arbitro: \| Sbardella (Roma) \| |
| Arbitro:                                           | Sbardella (Roma) |               |          |                                                   |

| Arbitro: | Francescon (Padova) |

|                |           |  |
| Bercellino 22’ | Marcatori |  |

| Arbitro: | Righi (Milano) |

|  |           |            |
|  | Marcatori | 54’ Combin |

| Arbitro: | D'Agostini (Roma) |

|             |           |  |
| Maschio 62’ | Marcatori |  |

| Arbitro: | Varazzani (Parma) |

|                                  |           |  |
| Bercellino 39’ Combin 78’ (rig.) | Marcatori |  |

| Arbitro: | Sbardella (Roma) |

|  |           |                                           |
|  | Marcatori | 16’ Stacchini 51’ Da Costa 75’ Menichelli |

| Torino 29 novembre 1964, ore 14:30 CET 11ª giornata | Juventus       | 0 – 0 referto | Lazio | Stadio Comunale\| Arbitro: \| Monti (Ancona) \| |
| Arbitro:                                            | Monti (Ancona) |               |       |                                                 |

| Arbitro: | Sbardella (Roma) |

|                             |           |                           |
| Combin 48’ Menichelli 90+1’ | Marcatori | 59’ Amarildo 78’ Ferrario |

| Arbitro: | Lo Bello (Siracusa) |

|              |           |                |
| Ardizzon 56’ | Marcatori | 74’ Bercellino |

| Arbitro: | Sbardella (Roma) |

|          |           |            |
| Jair 50’ | Marcatori | 57’ Mazzia |

| Arbitro: | Carminati (Milano) |

|                   |           |  |
| Combin 83’ (rig.) | Marcatori |  |

| Arbitro: | Angonese (Mestre) |

|                                |           |                    |
| Menichelli 14’, 37’ Combin 34’ | Marcatori | 31’, 89’ Andersson |

| Arbitro: | Sbardella (Roma) |

|             |           |                              |
| Savoini 35’ | Marcatori | 67’, 70’ Sívori 83’ Da Costa |

#### Girone di ritorno
| Arbitro: | Varazzani (Parma) |

|                |           |  |
| Menichelli 20’ | Marcatori |  |

| Arbitro: | Lo Bello (Siracusa) |

|          |           |  |
| Riva 50’ | Marcatori |  |

| Arbitro: | Roversi (Bologna) |

|                                              |           |            |
| Da Costa 27’ Menichelli 33’, 55’, 89’ (rig.) | Marcatori | 54’ Danova |

| Arbitro: | D'Agostini (Roma) |

|             |           |  |
| Jonsson 88’ | Marcatori |  |

| Torino 21 febbraio 1965, ore 15:00 CET 22ª giornata | Juventus            | 0 – 0 referto | Atalanta | Stadio Comunale\| Arbitro: \| Bernardis (Trieste) \| |
| Arbitro:                                            | Bernardis (Trieste) |               |          |                                                      |

| Arbitro: | Sbardella (Roma) |

|               |           |              |
| Bulgarelli 2’ | Marcatori | 9’ Stacchini |

| Arbitro: | De Marchi (Pordenone) |

|                                                                                                  |           |  |
| Dell'Omodarme 43’ Stacchini 46’, 58’ Leoncini 61’ Menichelli 74’ (rig.) Del Sol 82’ Da Costa 89’ | Marcatori |  |

| Arbitro: | De Robbio (Torre Annunziata) |

|               |           |  |
| Stacchini 38’ | Marcatori |  |

| Arbitro: | De Marchi (Pordenone) |

|             |           |  |
| Barison 43’ | Marcatori |  |

| Arbitro: | Campanati (Milano) |

|              |           |             |
| Leoncini 21’ | Marcatori | 53’ Ferrini |

| Arbitro: | Francescon (Padova) |

|  |           |                       |
|  | Marcatori | 78’ Sívori 88’ Combin |

| Arbitro: | D'Agostini (Roma) |

|              |           |  |
| Amarildo 86’ | Marcatori |  |

| Arbitro: | Bernardis (Trieste) |

|               |           |  |
| Stacchini 65’ | Marcatori |  |

| Arbitro: | Sbardella (Roma) |

|  |           |                    |
|  | Marcatori | 9’ Suárez 83’ Gori |

| Arbitro: | Pieroni (Roma) |

|            |           |  |
| Maioli 72’ | Marcatori |  |

| Arbitro: | Roversi (Bologna) |

|                |           |             |
| Traspedini 36’ | Marcatori | 50’ Del Sol |

| Arbitro: | Monti (Ancona) |

|                                       |           |             |
| Combin 18’ Da Costa 42’ Salvadore 90’ | Marcatori | 30’ Fontana |

### Coppa Italia
| Arbitro: | Bernardis (Trieste) |

|                   |           |                              |
| Di Cristofaro 23’ | Marcatori | 44’ Menichelli 84’ Stacchini |

| Arbitro: | Sebastio (Taranto) |

|             |           |  |
| Del Sol 38’ | Marcatori |  |

| Arbitro: | De Robbio (Torre Annunziata) |

|  |           |                          |
|  | Marcatori | 102’ Sívori 119’ Del Sol |

| Arbitro: | De Marchi (Pordenone) |

|        |                      |                                   |
| Perani | Tiri di rigore 3 – 4 | Combin Stacchini Menichelli Sarti |

| Arbitro: | Campanati (Milano) |

|               |           |  |
| Menichelli 8’ | Marcatori |  |

| Arbitro: | D'Agostini (Roma) |

|  |           |                |
|  | Marcatori | 15’ Menichelli |